# Прогресс М-25М
Прогресс М-25М — транспортный грузовой космический корабль (ТГК) серии «Прогресс», стартовавший к Международной космической станции 29 октября 2014 года. 57-й российский корабль снабжения МКС, и первый, запущенный с помощью модернизированной ракеты-носителя «Союз-2.1а».

## Хроника полёта
29 октября 2014 года в 10 часов 09 минут 42 секунды по московскому времени с космодрома Байконур осуществлён пуск ракеты-носителя «Союз-2.1а» с транспортным грузовым кораблём (ТГК) «Прогресс М-25М». В 16 часов 8 минут 20 секунд по московскому времени осуществлена стыковка грузового корабля к стыковочному отсеку «Пирс» Международной космической станции.
25 апреля 2015 года в 9 часов 41 минуту 14 секунд по московскому времени произведена расстыковка грузового корабля «Прогресс М-25М» с МКС.
26 апреля 2015 года в 15 часов 8 минут по московскому времени была включена на торможение двигательная установка, и в 15 часов 57 минут останки корабля упали в несудоходной части Тихого океана.

## Перечень грузов
Суммарная масса всех доставляемых грузов — 2 351 кг. В том числе:
| Топливо в баках системы дозаправки | 600 кг  |
| Газ в баллонах средств подачи кислорода (СрПК), кислород | 22 кг   |
| Газ в баллонах средств подачи кислорода (СрПК), воздух | 26 кг   |
| Вода в баках системы "Родник" | 420 кг  |
| СОГС — система обеспечения газового состава (Блок индикации давления БИД, вентилятор для СО, укладка с пробозаборниками АК-1М, преобразователь ЭП 1903, преобразователь ГЛ 5187, средства удаления вредных примесей, фильтр к ГА ТП2286) | 7 кг    |
| СВО — система водообеспечения (Вставка-уловитель, наконечник, шланг К-ГЗ. кабель-вставка БРП-М) | 2 кг    |
| СГО — санитарно-гигиеническое оборудование (контейнеры для твердых отходов КТО, ЕДВ с водой, вкладыши АСУ, М-приемники, салфетки АСУ, дозатор консерванта и воды, насос сепаратор (МНР-НС) | 204 кг  |
| СОП — средства обеспечения пищей (контейнеры с рационами питания, салфетки для СПИ, пакеты для пищевых отходов, набор свежих продуктов) | 429 кг  |
| СМО — средства медицинского обеспечения (белье, оборудование медицинского контроля и обследования, средства: личной гигиены, профилактики неблагоприятного действия невесомости, оказания медицинской помощи, контроля чистоты атмосферы и уборки станции) | 198 кг  |
| СИЗ — средства индивидуальной защиты (поглотительный патрон ПП-10М, блок кислородный БК-ЗМ, укладки ЗИП-2М, укладка сменных элементов, комплект белья) | 26 кг   |
| СОТР — система обеспечения теплового режима (сменные кассеты пылефильтра) | 6 кг    |
| СУБА - система управления бортовой аппаратурой (Прибор БРИ с комплектом кабелей и фильтрами) | 14 кг   |
| СТОР - система технического обслуживания и ремонта (мешки для контейнеров пояса инструментальные, комплект инструментов, инструменты и приспособления для ВнеКД, комплект инструментов и принадлежностей для ремонта трубопроводов, аккумуляторная батарея) | 9 кг    |
| КСПЭ - комплекс средств поддержки экипажа (бортдокументация, посылки для экипажа, куртка ТЗК-14» комплект фото- и видео- аппаратуры) | 27 кг   |
| КЦН - комплекс целевых нагрузок: (ОБР - образование и популяризация космических изделий. КЭ "Химия-образование", НА "Сфера", НА "Перчаточный минибокс". ГФИ-геофизические исследования: КЭ "Ураган". МБИ- медико-биологические исследования: КЭ "МОРЗЭ". БИО-биотехнологические исследования: КЭ "Полиген". БТХ- космические биотехнологии: КЭ "Арил", КЭ "Биоэмульсия", КЭ "Коньюгация". Технические исследования и эксперименты: "Вибролаб" НА "Синус-аккорд". Хранимое оборудование: "Плазменный кристалл-4". КЭ "Пробой") | 239 кг  |
| Дополнительное оборудование: ремонтная укладка Герметизатор | 21 кг   |
| ФГБ - функциональный грузовой блок (пылесборник, салфетки санитарные для поверхностей, комплект "Фунгистат", кабели СТС) | 10 кг   |
| МИМ-1-малый исследовательский модуль №1 (средства вентиляции: болт, фланец) | 0,2 кг  |
| МИМ-2 - Малый исследовательский модуль №2 (многофункциональный пульт индикатор с переходным кронштейном) | 2 кг    |
| Американские грузы для российского экипажа (американские предметы обеспечения российских членов экипажа: одежда, средства гигиены, канцелярские принадлежности) | 68 кг   |
| Американское оборудование (ёмкости с консервантом Е-К, дозатор консерванта и воды ДКиВ, блок датчиков воды/урины, шланг АСУ с фильтром для урины, блок клапанов интерфейса по воде, шланг-тройник РЗИ1-Р3-РУ6, шланги) | 68 кг   |
| Российские продукты питания для американских членов экипажа, полезная нагрузка (РАYLOAD) | 20 кг   |
| Оборудование ЕКА | 1 кг    |
| Суммарная масса доставляемого оборудования в грузовом отсеке | 1283 кг |
| Суммарная масса всех доставляемых грузов | 2351 кг |